# Albert Ayler in Greenwich Village
Albert Ayler in Greenwich Village è un album live del sassofonista jazz Albert Ayler, pubblicato nel 1967 dalla Impulse! Records.
Si tratta del primo album dell'artista pubblicato sotto l'etichetta Impulse!.

## Il disco
Su insistenza di John Coltrane, la Impulse! Records aveva registrato qualche esibizione dal vivo di Ayler. Una prima traccia singola, registrata durante un concerto di beneficenza al Village Gate nel 1965, era stata inclusa nell'album The New Wave in Jazz. Successivamente, dopo aver scritturato l'artista, l'etichetta utilizzò il materiale registrato durante dei concerti al Club Village Vanguard e al Village Theatre, di New York, nel 1966 e nel 1967 per confezionare il primo album del sassofonista per la Impulse!. Eccezionalmente, nella prima traccia del disco, For John Coltrane, Ayler suona maggiormente il sassofono alto al posto dell'abituale sax tenore. Il brano è un chiaro tributo a Coltrane, che era presente in sala quando vennero registrate le tracce presenti sul secondo lato dell'LP. Le due versioni della band di Ayler che si possono ascoltare sul disco comprendono entrambe due contrabbassisti, il cui "sound" contribuisce ad irrobustire notevolmente le sonorità del gruppo, producendo un solido tappeto sonoro rock per le improvvisazioni free jazz selvagge del sax di Ayler.
Altre tracce provenienti dagli stessi concerti furono pubblicate nel doppio album The Village Concerts, e successivamente tutto il materiale venne raggruppato insieme per essere pubblicato nel doppio CD intitolato Live in Greenwich Village: the Complete Impulse Recordings.

## Tracce
Musiche di Albert Ayler.
1. For John Coltrane – 13:38
2. Change Has Come – 6:24
3. Truth Is Marching In – 12:43
4. Our Prayer – 4:43

## Musicisti
- Albert Ayler – sax alto, sax tenore
- Donald Ayler – tromba
- Bill Folwell – contrabbasso
- Joel Friedman – violoncello
- Henry Grimes – contrabbasso
- Beaver Harris – batteria
- Michel Sampson – violino
- Alan Silva – contrabbasso